# Eremiaphila spinulosa
Eremiaphila spinulosa es una especie de mantis (del orden Mantodea) de la familia Eremiaphilidae.

## Distribución geográfica
Se encuentra en Argelia y Chad.